# 埋藏曲霉
埋藏曲霉（学名：Aspergillus sepultus）是属于散囊菌目发菌科曲霉属的一种真菌，可生长在土壤、霉芒果、霉野果、霉松果、枯葡萄叶等基物上。该种分布于中国、美国等地。